# Calle Peral (Sevilla)
La calle Peral es una vía pública de la ciudad española de Sevilla.

## Descripción
La vía discurre desde la alameda de Hércules hasta la calle Bécquer. Aparece descrita en la Noticia histórica del origen de los nombres de las calles de esta ciudad de Sevilla (1839) de Félix González de León con las siguientes palabras:

Calle del Peral. Pertenece al cuartel C. y á la parroquia Omnium Sanctorum: un Peral de gran magnitud que habia en ella en un huerto, que se llamó corral de las Cañas, es el que le dió el nombre. La calle es larga y ancha, pero como de un cabo de la ciudad; pobre, humilde y descuidada. Està  terrisa; no tiene casas mas que en un lado, y esas pobres y malas. Pasa desde el fin de la Alameda de los Hércules junto á la capilla de Zalamea, hasta el muro de la Macarena.
(González de León, 1839, pp. 395-396)